# Owen Hurcum
Owen Hurcum (1997) is een Brits politicus. Hurcum werd in 2021 verkozen tot burgemeester van de Welshe plaats Bangor. Met deze verkiezing werd Hurcum de eerste openlijk non-binaire burgemeester in Europa en de jongste verkozen burgemeester in Wales. Hurcum geeft aan zich te identificeren als genderqueer.

## Biografie
Owen groeide op in de Londense voorstad Harrow en verhuisde op 17-jarige leeftijd naar Bangor, om daar Keltische Archeologie te gaan studeren aan de Universiteit van Bangor. Hurcum werd als student lid van de Welshe partij Plaid Cymru en steunt haar standpunt voor onafhankelijkheid van het Verenigd Koninkrijk. Na de coming-out, heeft Hurcum aangegeven in het Engels met de genderneutrale voornaamwoorden they en them aangeduid te willen worden. Hierbij heeft deze ook aangegeven dat "I know I'm not a bloke, but I know I'm not a trans woman either".

### Politieke loopbaan
Voor de benoeming tot burgemeester, was Hurcum vier jaar gemeenteraadslid, voorzitter van de raadscommissie en locoburgemeester van Bangor.
Hurcum werd in maart 2020 unaniem verkozen tot burgemeester van Bangor. Vanwege de coronamaatregelen in het Verenigd Koninkrijk werd de benoeming uitgesteld tot mei 2021. Deze functie wordt voor in ieder geval één jaar vergeven.
Als lid van Plaid Cymru trad Hurcum in maart 2021 terug als kandidaat parlementslid, omdat de partij transfobie een platform zou geven. Het gaat hierbij om Helen Mary Jones, die zichzelf omschrijft als een "genderkritische feminist". Jones geeft aan transmensen te accepteren en ook de anti-transgroep Woman’s Place UK te steunen, want zij vreest dat meer rechten voor transmensen, minder rechten voor vrouwen zou kunnen betekenen. Met namen wijzigingen aan de Gender Recognition Act baren haar zorgen.
Hurcum heeft aangegeven met de verkiezing tot burgemeester niet alleen Bangor meer op de kaart te zetten, maar ook jonge lhbti+-mensen op een positieve wijze te beïnvloeden.
Hurcum dacht de eerste non-binaire persoon te zijn die tot burgemeester is benoemd, dat blijkt echter Tony Briffa, burgemeester van Hobsons Bay City in de Australische staat Victoria, te zijn. Eind 20e eeuw werd in Nieuw-Zeeland Georgina Beyer als eerste non-binaire persoon ooit verkozen tot volksvertegenwoordiger en in Oklahoma werd in 2020 Mauree Turner eveneens tot volksvertegenwoordiger verkozen.